# Léonce (attore)
Édouard-Théodore Nicole (Parigi, 1823 – Le Raincy, 19 febbraio 1900) è stato un tenore e attore francese.

## Biografia
Édouard-Théodore Nicole detto Léonce viene assunto al Théâtre des Bouffes-Parisiens dove nel 1856 è Vert-Panné nella prima assoluta di Tromb-al-ca-zar di Jacques Offenbach con Hortense Schneider, nel 1857 è Boutefeu nella prima assoluta di Croquefer di Offenbach seguito da Lapin Courageux nella prima assoluta di Le vent du soir di Offenbach con Désiré (baritono) e nel 1858 m.me Poiretapée nel successo della prima assoluta di Mesdames de la Halle di Offenbach con Lise Tautin e Désiré ed Aristée-Pluton nel successo della prima assoluta di Orphée aux Enfers di Offenbach con la Tautin, Désiré, Marguerite Macé-Montrouge e Jean-François Berthelier.
Nel 1861 è m.me Balandardnella prima privata al Palais Bourbon e nella prima pubblica al Théâtre des Bouffes-Parisiens di Monsieur Choufleuri restera chez lui le... di Offenbach con la Tautin e Désiré.
Ancora al Théâtre des Bouffes-Parisiens ne 1864 Boboli nella prima assoluta di Les géorgiennes di Offenbach con Zulma Bouffar e Désiré e  nel 1866 collabora con Alexandre de Bar nel libretto di Une femme qui a perdu sa clef di Frédéric Barbier e canta nella prima assoluta di Les chevaliers de la table ronde di Hervé (compositore).
Nel 1867 è archiduc nella prima assoluta di Malbrough s'en va-t-en guerre di Georges Bizet con Suzanne Lagier per l'inaugurazione del Théâtre de l'Athénée-Comique dove nel 1868 è Cupidon nella prima assoluta di L'amour et son carquois di Charles Lecocq con Désiré e Clicqot nella prima assoluta di Fleur-de-thé di Lecocq con Désiré e canta nelle prime assolute di Les jumeaux de Bergame di Lecocq e di Les horreurs de la guerre di Jules Costé.
Al Théâtre des Variétés nel 1869 e Volteface nella prima assoluta di La cour du roi Pétaud di Léo Delibes con la Bouffar ed Antonio nella prima assoluta di Les brigands di Offenbach con la Bouffar, nel 1870 La Hire nella prima assoluta di Le beau Dunois di Lecocq, nel 1871 Buckingham nella prima assoluta di Le trône d'Ecosse di Hervé, nel 1872 Brididick nella prima assoluta di Le cent vierges di Lecocq con Berthelier, nel 1873 gouverneur de Bigorre nella prima assoluta di Les braconniers di Offenbach con la Bouffar e Berthelier e Zanzibar-Zizibar nella prima assoluta di La veuve du Malabar di Hervé con la Schneider e Berthelier ed Alfred nella prima della seconda versione di La vie parisienne di Offenbach con la Bouffar e Berthelier, nel 1874 Don Pedro nella prima della seconda versione de La Périchole di Offenbach con la Schneider, nel 1875 canta nella prima assoluta di La boulangère a des écus di Offenbach con Berthelier e nel 1877 Ygène nella prima assoluta di Le docteur Ox di Offenbach di Anna Judic e Tardivel nella prima assoluta di Les charbonniers di Costé con la Judic.
Al Théâtre de la Gaîté-Lyrique nel 1878 diretto da Offenbach è Orphée nella terza versione di Orphée aux enfers ed Antonio nella seconda versione di Les brigands.
Nel 1879 è régisseur/jongleur Sotherman nel successo della prima assoluta di Le grand Casimir di Lecocq con la Judic al Théâtre des Variétés.
Nel 1880 al Palais Garnier è Tardivel in Les charbonniers con la Judic.
Al Théâtre des Variétés nel 1881 è Savarin nel successo della prima assoluta di La Roussotte di Lecocq con la Judic, nel 1882 Bonpain nella prima assoluta di Lili di Hervé con la Judic, nel 1883 major Loriot nel successo della prima assoluta di Mam'zelle Nitouche di Hervé con la Judic e nel 1884 nella prima assoluta di Le cosaque di Hervé con la Judic cantando fino al 1891.